# Harry Connor
Harry Alexander Connor (3 décembre 1904 - 2 mars 1947) est un joueur professionnel de hockey sur glace. Il évolue en tant qu'ailier gauche en Amérique du Nord dans les années 1920-1930,.

## Biographie
Natif d'Ottawa, ville de l'Ontario au Canada, Connor débute par jouer avec des clubs d'Ottawa en 1924. Il fait ses débuts dans la Ligue nationale de hockey pour la saison 1927-1928 avec les Bruins de Boston. Il rejoint la franchise en venant des Sheiks de Saskatoon de la Prairie Hockey League en échange d'argent.
Il inscrit 10 points au cours des 42 matchs de la saison puis quitte les Bruins. Il est échangé en retour de Red Green aux Americans de New York mais n'y joue encore une fois qu'une seule saison. Laissé agent libre par les Americans, il signe pour la saison 1929-1930 avec les Sénateurs d'Ottawa.
En janvier 1930, il retourne jouer pour les Bruins en retour de Bill Hutton puis les deux joueurs échangent une nouvelle fois d'équipe en octobre de la même année. Il ne joue qu'une dizaine de matchs de la saison 1930-1931 avant de rejoindre le circuit mineur et les Tecumsehs de London de la Ligue internationale de hockey. Lors des deux saisons qui suivent, il joue dans la Canadian-American Hockey League pour les Reds de Providence puis pour les Castors de Québec avant de mettre fin à sa carrière.

## Statistiques
| Saison     | Équipe                | Ligue      |    | Saison régulière | Saison régulière | Saison régulière | Saison régulière | Saison régulière |   | Séries éliminatoires | Séries éliminatoires | Séries éliminatoires | Séries éliminatoires | Séries éliminatoires |
| Saison     | Équipe                | Ligue      | PJ | B                | A                | Pts              | Pun              | PJ               | B | A                    | Pts                  | Pun                  |                      |                      |
| 1923-1924  | Ottawa Munitions      | OCHL       |    |                  |                  |                  |                  |                  |   |                      |                      |                      |                      |                      |
| 1924-1925  | Ottawa Rideaus        | OCHL       | 15 | 8                | 1                | 9                |                  | 3                | 0 | 0                    | 0                    | 0                    |                      |                      |
| 1925-1926  | Royals de Guelph      | OHA-Sr.    |    |                  |                  |                  |                  |                  |   |                      |                      |                      |                      |                      |
| 1926-1927  | Sheiks de Saskatoon   | PrHL       | 32 | 22               | 14               | 36               | 73               |                  |   |                      |                      |                      |                      |                      |
| 1927-1928  | Bruins de Boston      | LNH        | 43 | 9                | 1                | 10               | 36               | 2                | 0 | 0                    | 0                    | 0                    |                      |                      |
| 1928-1929  | Americans de New York | LNH        | 43 | 6                | 2                | 8                | 83               | 2                | 0 | 0                    | 0                    | 6                    |                      |                      |
| 1929-1930  | Sénateurs d'Ottawa    | LNH        | 25 | 1                | 2                | 3                | 22               |                  |   |                      |                      |                      |                      |                      |
| 1929-1930  | Bruins de Boston      | LNH        | 13 | 0                | 0                | 0                | 4                | 6                | 0 | 0                    | 0                    | 0                    |                      |                      |
| 1930-1931  | Sénateurs d'Ottawa    | LNH        | 11 | 0                | 0                | 0                | 4                |                  |   |                      |                      |                      |                      |                      |
| 1930-1931  | Tecumsehs de London   | LIH        | 15 | 3                | 0                | 3                | 8                |                  |   |                      |                      |                      |                      |                      |
| 1931-1932  | Reds de Providence    | Can-Am     | 30 | 12               | 13               | 25               | 18               |                  |   |                      |                      |                      |                      |                      |
| 1932-1933  | Reds de Providence    | Can-Am     | 36 | 8                | 7                | 15               | 34               |                  |   |                      |                      |                      |                      |                      |
| 1932-1933  | Castors de Québec     | Can-Am     | 11 | 3                | 4                | 7                | 20               |                  |   |                      |                      |                      |                      |                      |
| Totaux LNH | Totaux LNH            | Totaux LNH | 16 | 5                | 21               | 149              | 10               | 0                | 0 | 0                    | 6                    |                      |                      |                      |